# Strada statale 62 (Polonia)
La strada statale 62 (sigla DK 62, in polacco droga krajowa 62) è una strada statale polacca che attraversa il Paese da Strzelno a Siemiatycze.